# Wendy Davis
Wendy Davis (Joppatowne, 30 giugno 1966) è un'attrice statunitense.
Nata e cresciuta a Joppatowne, nel Maryland, ha frequentato la Joppatowne High School e si è laureata in teatro alla Howard University. Ha iniziato la sua carriera partecipando a diverse sitcom televisive per poi partecipare ad alcuni film indipendenti. Nel 2007 è stata scelta per il personaggio del colonnello Joan Burton nella serie Army Wives - Conflitti del cuore, per il quale ha ricevuto tre nomination al NAACP Image Award per il suo ruolo nella categoria "Miglior attrice in una serie drammatica" nel 2008, 2009 e 2011. Dal 2012 al 2013 ha partecipato regolarmente alla serie Scandal, per poi partecipare a varie serie, come Castle, Criminal Minds, NCIS e Major Crimes.
È stata sposata con Jacobi Wynne ed ha avuto una figlia. Ha partecipato a nove video visibili sul sito Web "Capito" e su Youtube, dove racconta la sua esperienza e quella della figlia con la DDA (disturbo da Deficit di Attenzione), con l'intento di aiutare le persone nella stessa situazione.

## Filmografia

### Televisione
- Cold Case - Delitti irrisolti – serie TV, episodio 2x18 (2005)
- Castle - serie TV, episodio 6x13 (2014)

## Doppiatrici italiane
Nelle versioni in italiano delle opere in cui ha recitato, Wendy Davis è stata doppiata da:
- Laura Romano in Cold Case - Delitti irrisolti, Army Wives - Conflitti del cuore, Castle
- Deborah Ciccorelli in Angel
- Elena Canone in Scandal
- Giò Giò Rapattoni in Criminal Minds
- Sabine Cerullo in NCIS - Unità anticrimine
- Stefanella Marrama in Star Trek: Picard
- Alessandra Grado in 9-1-1